# Warhammer 40,000: Dawn of War - Winter Assault
Warhammer 40,000: Dawn of War - Winter Assault est une extension du jeu vidéo Dawn of War sortie en septembre 2005
En plus d'une campagne solo plus riche, elle offre une toute nouvelle race jouable : la Garde Impériale ainsi que de nouvelles unités pour chaque camps. Elle refond aussi en profondeur de nombreux mécanismes du jeu.

## Campagne Solo

### Particularités de la campagne
Cette campagne solo présente des particularités intéressantes.
Dans un premier temps, même si quatre camps sont jouables (Eldars, Gardes Impériaux, Orks et Space Marines du Chaos), seules deux campagnes sont disponibles : celle de l'ordre (Eldars et Gardes) et du désordre (Chaos et Orks). En effet, au sein des quatre missions de chaque campagne, on changera une fois de camp dans chaque mission. Ceci donne un certain dynamisme à l'histoire ainsi qu'un souffle épique dû aux diverses forces en présence.
De plus, une ultime mission plus ou moins commune à chacun clôturera les deux campagnes. Cette mission ne sera toutefois accessible qu'à une des races de chaque campagne dans la quatrième mission ! Il faudra donc faire un choix et laisser choir voire massacrer son précédent allié !
L'ultime mission laissera apparaître un nouvel ennemi...
Contrairement au jeu principal Dawn of War, les objectifs de mission sont variés, et le niveau est corsé. Relic comble ici l'un des principaux défauts précédemment reprochés.

### Histoire
Depuis le début de l'Imperium de l'Humanité, la Garde Impériale constitue l'épine dorsale de sa défense. Composée de milliards de milliards et encore des milliards d'hommes originaires de plus d'un million de mondes, elle constitue la force militaire la plus vaste et la plus diversifiée de la galaxie.
La Garde Impériale représente l'élément humain d'une galaxie inhumaine. Des hommes ordinaires vêtus de gilets pare-balles et dotés d'armes laser s'épaulent afin de tenir face aux inépuisables vagues de démons, de xenos et de tous les autres ennemis de l'Imperium. Cet élément humain représente la plus grande armée de l'univers, soumis aux ordres d'une seule entité, "l'Empereur". Elle est composée de plusieurs milliards d'individus qui, pour la grande majorité, ne reverront jamais leur planète natale. Derrière les lignes de soldats, les chars pilonnent sans cesse leurs cibles jusqu'à leur élimination.
Les chefs de la garde Impériale, tels des héros antiques, parcourent en permanence les rangs afin de galvaniser leurs troupes. Généraux, commissaires et prêtres œuvrent de concert afin de maintenir le moral des troupes et de veiller à ce que les lignes tiennent.

## Nouveautés

### Nouvelles unités
- Nouvelle unité Space Marine : le Chapelain. Puissant combattant de corps à corps, équipé d'une massue énergétique, le Crozius Arcanum, ce guerrier indépendant démoralisera les troupes adverses tout en augmentant la régénération des unités proches.
- Nouvelle unité Eldar : les Dragon de Feu : cette escouade équipée de fuseurs sera le cauchemar des unités blindées et des bâtiments ennemis, qu'ils détruiront en quelques secondes. Totalement inefficaces contre l'infanterie, ils peuvent encaisser d'impressionnants dégâts. Pour améliorer leur efficacité antivéhicule, ils sont également dotés de stabilisateurs les empêchant d'être renversés par le souffle des explosions.
- Nouvelle unité du Chaos : Les Berserks de Khorne : ces combattants sanguinaires sont rapides, résistants, complètement immunisés aux effets du moral et redoutables en corps à corps.
- Nobz en mega Armure : Extrêmement lents, ces orks sont engoncés dans d'imposantes mega-armures, leur permettant de faire des ravages au corps à corps tout en restant protégés, qu'ils combattent des héros, de l'infanterie ou des véhicules. Possèdent la capacité de bouger plus vite mais leur infligeant des dommages continus.

### Nouvelles unitésnon-joueur
Lors de la dernière mission de l'ordre (composé des Eldars et de la Garde Impériale), un nouvel ennemi apparaît, les Nécrons. Ne laissant apparaître que l'infanterie de base ainsi que des bases mobiles extrêmement puissantes, il n'est pas possible de les avoir en mode escarmouche.
Ils seront mis à l'honneur dans la prochaine extension de Dawn of War : Dark Crusade.

### Nouvelle armée
La Garde Impériale
La garde impériale est une race à tendance défensive. Elle constitue l'armée régulière de l'Imperium, contrairement aux Space Marines, qui sont des guerriers d'élite génétiquement modifiés. Elle possède des constructeurs (technaugure) plus efficace que les autres races car armés, et de bâtiments pouvant abriter des soldats en garnison, leur donnant une bonne puissance de feu (ce qui en fait une race assez efficace contre le rush). Leur armée se compose essentiellement de soldats au moral et à la résistance faibles, mais pouvant être améliorés par des recherches et produits en très grand nombre car très peu coûteux. Ces gardes peuvent être accompagnés de Commissaires, de prêtres ou de psykers pour en augmenter l'efficacité.
La garde impériale est spécialisée dans le maintien des adversaires à distance, elle comporte peu d'unité de corps à corps surtout en début de partie où seule l'escouade de commandement combat au corps à corps. Ce qui fait qu'en milieu de partie (puisque les Ogryns ne sont accessibles qu'à la fin) la garde est vulnérable aux attaques rapprochées.
Elle possède aussi d'excellents blindés peu chers et très efficaces :

#### Infanterie
- Les Technaugures sont essentiellement utilisés pour la construction, mais peuvent également effectuer des réparations rapides sous le feu ennemi. Leur exosquelette leur permet d'encaisser des dégâts bien supérieur à ceux des constructeurs standards.
- L'escouade de gardes constitue l'épine dorsale de la garde impériale, malgré leur faiblesse au corps à corps comme au tir à distance en faible nombre, ils peuvent constituer, une fois renforcés et appuyés par des blindés, une solide ligne de défense prête à repousser les assauts les plus violents.
- L'escouade de Kasrkins comporte des soldats d'élite de la garde impériale, très entraînés, ayant une cadence de tir très élevée et des grenades à fragmentation. Ils sont employés souvent pour mener des assauts rapides et décisifs sur l'ennemi.
- Les Ogryns sont des créatures mutantes gigantesques compensant leur manque d'intelligence par la force physique et la brutalité, équipés de ripper guns, cette unité est efficace au corps à corps comme à distance.
- Les Commissaires peuvent se rattacher aux escouades d'infanterie ; ce sont des meneurs qui motivent les troupes en exécutant les soldats désobéissants.
- Les assassins de temple Vindicare sont des guerriers modifiés génétiquement excellant dans les missions secrètes, d'infiltration et d'assassinat. Ils sont très redoutés de l'ennemi en raison de leur capacité à tuer d'un tir à la tête à des distances considérables.

#### Véhicules
- Le Basilisk possède une portée colossale, très efficace pour harceler l'ennemi et désorganiser l'infanterie ennemie. De plus, il peut tirer des obus trembleterre dévastateurs.
- Le char Leman Russ est le modèle le plus répandu au sein de la Garde Impériale, armé d'un canon et de bolters jumelés dans ses casemates latérales et dotés d'un épais blindage. Il constitue le véhicule d'appui lourd idéal sur la ligne de front.
- La Chimère est un transport de troupes équipé de meurtrières ; très résistant, il permet de forcer les barrages ennemis.
- Le Hellhound est une variante de la chimère équipé d'un canon inferno capable d'expédier des déluges de flammes. Ce char engendre la peur chez les ennemis les plus aguerris.
- La Sentinelle est rapide et assez agile, ces engins marcheurs sont capables de mener des raids contre les ressources ennemies et peuvent être utilisés comme éclaireur.
- Le Baneblade est l'arme suprême de la garde impériale, ce char gigantesque doté d'un blindage presque impénétrable et d'une puissance de feu dépassant l'imagination est si puissant qu'il serait capable de venir à bout d'une armée entière.

## Communauté
La communauté de Dawn of War souffrit particulièrement de cette première extension. Célèbre pour ses compétitions et ses passionnés, la communauté francophone de Dawn of War subit un véritable "exode" de joueurs à cause de cette extension, surtout après la Coupe de France 2005 organisée par [VM]Ardias. Ces joueurs ne supportaient pas l'abused et le lame, devenu omniprésent dans le jeu, ainsi qu'à cause d'une ambiance de compétition qui dénaturait le fun du jeu. Néanmoins, beaucoup pensent que cet exode massif de joueurs est dû à la sortie de certains nombres de nouveaux jeux massivement multijoueur, ainsi qu'à l'annonce de nouveaux STR tels que Paraworld ou Company of Heroes.
La communauté existe toujours sur Dark Crusade, et est basée sur le forum de WG Power.

## Accueil
| Winter Assault        |      |        |
| Média                 | Pays | Notes  |
| Canard PC             | FR   | 8/10   |
| Computer Gaming World | US   | 4.5/5  |
| Eurogamer             | US   | 8/10   |
| GameSpot              | US   | 83 %   |
| IGN                   | US   | 85 %   |
| Jeuxvideo.com         | FR   | 16/20  |
| Joystick              | FR   | 7/10   |
| PC Gamer US           | US   | 85 %   |
| Compilations de notes |      |        |
| Metacritic            | US   | 85 %   |
| GameRankings          | US   | 85,6 % |